# Nelson Rockefeller

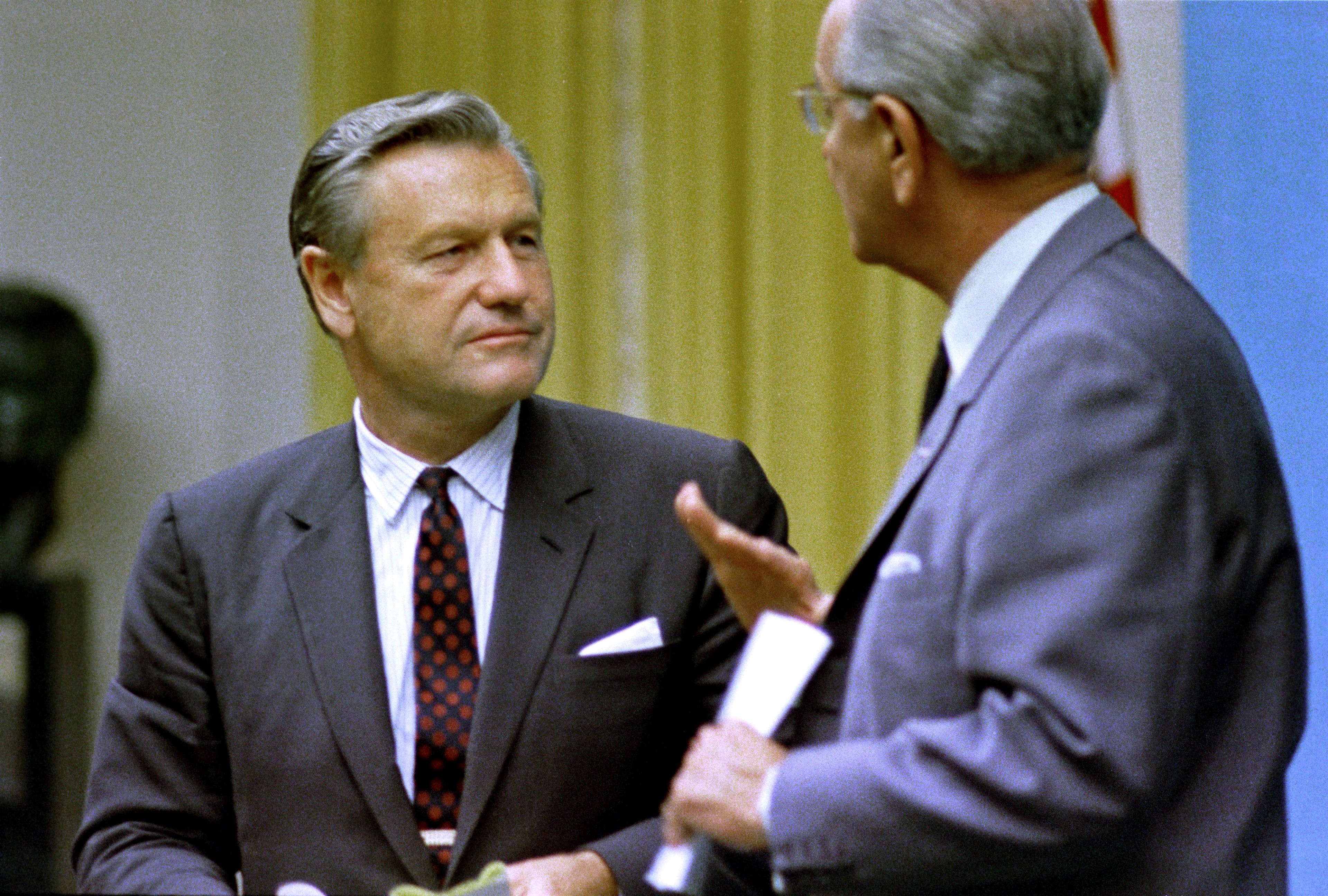
Nelson Rockefeller (z lewej) i prezydent USA Lyndon Johnson

Nelson Aldrich Rockefeller (ur. 8 lipca 1908 w Bar Harbor w stanie Maine, zm. 26 stycznia 1979 w Nowym Jorku) – amerykański polityk, działacz Partii Republikańskiej, w latach 1959–1973 gubernator stanu Nowy Jork, w latach 1974–1977 41. wiceprezydent USA z nominacji Geralda Forda.

## Życiorys

### Pochodzenie
Nelson Rockefeller urodził się w Ban Harbor w stanie Maine. Jego ojcem był John D. Rockefeller Jr., jedyny syn Johna Rockefellera, założyciela koncernu naftowego Standard Oil i w owym czasie jednego z najbogatszych ludzi świata. Matka Abby Aldrich Rockefeller, córka Senatora Nelsona W. Aldricha, była pomysłodawczynią i założycielką MoMA, uznana kolekcjonerka sztuki nowoczesnej. Był starszym bratem Winthropa Rockefellera. Z wyznania był baptystą.

### Tradycje polityczne
Dziadek Nelsona po kądzieli – Nelson W. Aldrich – był wpływowym senatorem ze stanu Rhode Island. Jego młodszy brat – Winthrop Rockefeller – w latach 1967–1971 pełnił funkcję pierwszego republikańskiego gubernatora Arkansas od czasów wojny secesyjnej. Natomiast jego bratanek – Jay Rockefeller – był gubernatorem, a następnie senatorem ze stanu Wirginia Zachodnia.

### Początki kariery politycznej
Podczas II wojny światowej Nelson został zastępcą sekretarza stanu odpowiedzialnym za sprawy Ameryki Łacińskiej.
Po zakończeniu wojny został przewodniczącym działającej przy administracji prezydenta Harry’ego Trumana komisji International Development Advisory Board.
Po wyborze generała Eisenhowera na prezydenta, Rockefeller został jego doradcą do spraw organizacji struktur rządowych. A następnie podsekretarzem departamentu zdrowia i edukacji.

### Gubernator stanu Nowy Jork
Pod względem politycznym stan Nowy Jork jest zdominowany przez liberałów, co w nomenklaturze amerykańskiej oznacza osoby o poglądach na lewo od centrum. Liberałowie plasują się na przeciwnej stronie spektrum względem konserwatystów. W XX wieku i obecnie wyrazicielem tendencji liberalnych była Partia Demokratyczna w przeciwieństwie do konserwatywnych republikanów. Z tego też względu demokraci dominują w tym stanie.
Rockefeller był republikaninem. Ale liberalnym republikaninem (w ogóle lewe skrzydło tej partii było nazywane „Republikanami Rockefellera” w odróżnieniu od „Republikanów Goldwatera”). Dzięki temu Rockeleffer pokonał w wyborach 1958 roku urzędującego demokratycznego gubernatora, a w przeszłości członka rządu i „latającego” ambasadora prezydenta Roosevelta – W. Averell Harrimana. Rockefeller funkcję gubernatora sprawował w latach 1959–1973.
Jako gubernator odnosił pewne sukcesy, między innymi w zwalczaniu narkomanii. Za jego kadencji wykonano też ostatni wyrok i zniesiono karę śmierci w Nowym Jorku.
W roku 1973 ustąpił z urzędu, aby stanąć na czele National Commission on Critical Choices for America.

### Aspiracje prezydenckie

#### Wybory 1960
Po raz pierwszy Rockefeller – będący już politykiem popularnym w całym kraju – starał się o nominację swej partii w wyborczym roku 1960. Nominację uzyskał jednak wówczas bez większego trudu wiceprezydent (i późniejszy prezydent) Richard Nixon.

#### Wybory 1964
Rockefeller ponownie ubiegał się o prezydencką nominację w roku 1964. Nixon – po porażce w wyborach prezydenckich i późniejszych gubernatorskich w Kalifornii – nie kandydował w tym roku. Głównym rywalem Rockefellera był zatem ultrakonserwatywny senator Barry Goldwater z Arizony. Goldwater pokonał gubernatora Nowego Jorku w prawyborach. W listopadzie przegrał jednak z urzędującym prezydentem Lyndonem Johnsonem, który uzyskał wtedy największą przewagę głosów powszechnych w historii USA (61% w stosunku do 38).

#### Wybory 1968
W szranki o uzyskanie nominacji prezydenckiej w 1968 roku stanęli gubernatorzy Rockefeller, Ronald Reagan (Kalifornia) i George Roomney (Michigan) oraz były wiceprezydent Nixon. Rockefeller atakował Nixona i głosił, że republikanie, mianując go swoim kandydatem sami, skazują siebie na porażkę. Nixon wygrał jednak prawybory, po czym pokonał w listopadowych wyborach urzędującego wiceprezydenta Huberta Humphreya.

### Wiceprezydent USA

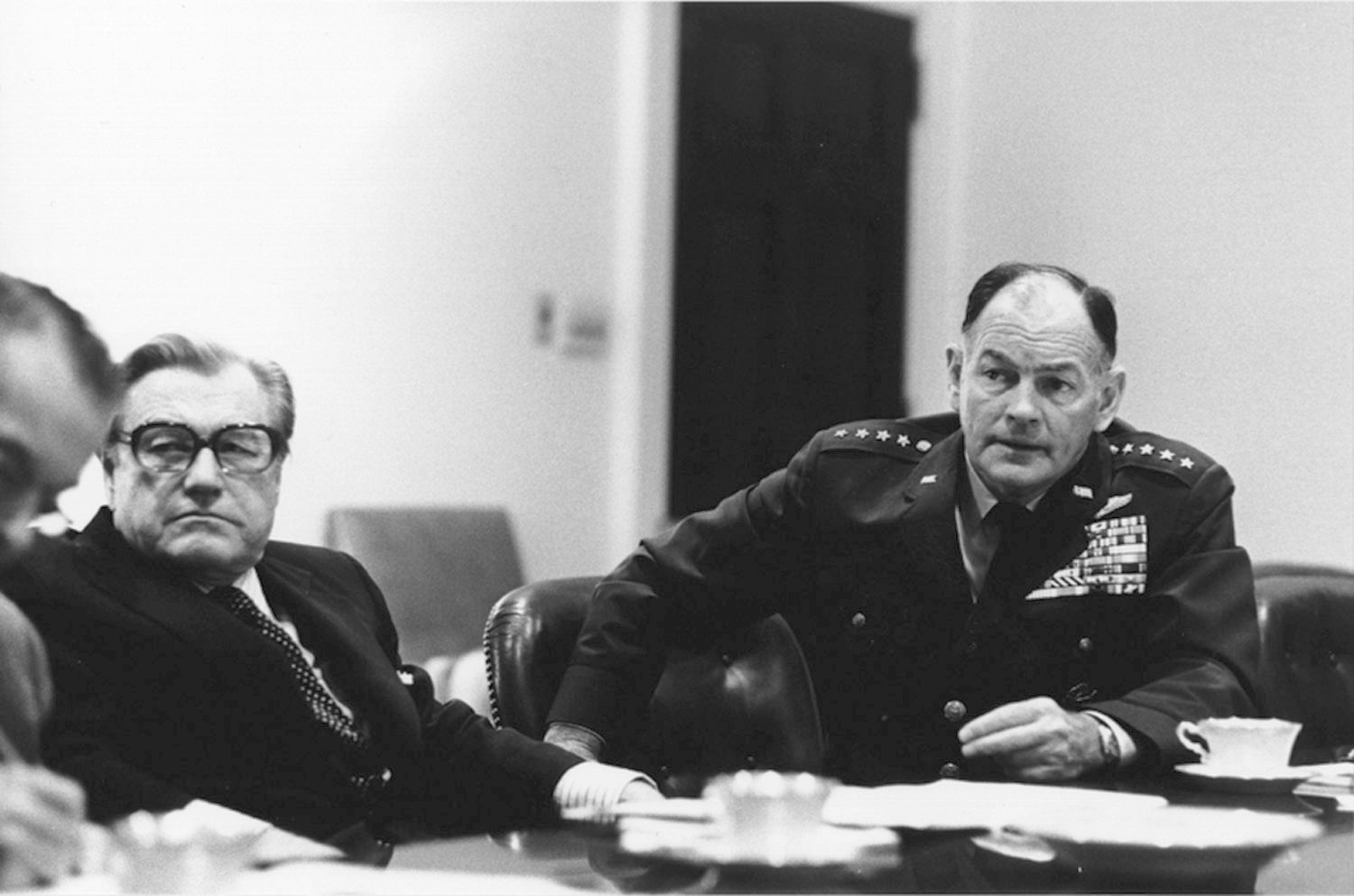

Rockefeller mógł zostać wiceprezydentem już w roku 1973, kiedy ustąpił zajmujący ten urząd Spiro T. Agnew. Prezydent Nixon rozważał wtedy cztery kandydatury na powstały wakat: Rockefellera, Reagana i byłego gubernatora Teksasu Johna Connally’ego oraz przywódcę republikańskiej mniejszości w Izbie Reprezentantów Geralda Forda. Ostatecznie wiceprezydentem mianowano tego ostatniego.
Prezydent Ford, który objął ten urząd po ustąpieniu Nixona, skorzystał z 25. poprawki do konstytucji i mianował Rockefellera wiceprezydentem USA. Zajmował on ten urząd od 19 grudnia 1974 do 20 stycznia 1977 roku, a więc ponad dwa lata.
Jako wiceprezydent Rockefeller przewodniczył kilku komisjom, między innymi tej badającej nielegalne operacje CIA. Zajmując ten urząd, głosił również pogląd, że Stany Zjednoczone mogą dojść do pełnej samowystarczalności energetycznej i popierał udzielenie pomocy finansowej bankrutującemu miastu Nowy Jork.
Rockefeller był wymieniany – obok Forda – jako potencjalny kandydat w wyborach prezydenckich 1976.
Jednakże konserwatywne skrzydło, dominujące w stronnictwie republikanów, odnosiło się do jego osoby z nieufnością, jako że był przywódcą liberalnego skrzydła. W końcu odmówiono mu poparcia w kwestii uzyskania nominacji wiceprezydenckiej, co zmusiło go do rezygnacji z dalszej kariery politycznej, którą ostatecznie zakończył, odchodząc z urzędu 20 stycznia 1977 roku.

### Śmierć
26 stycznia 1979 roku Rockefeller uprawiał seks z kochanką Megan Marshak w swoim apartamencie. W czasie odbywania stosunku dostał ataku serca. Pani Marshak wezwała policję. Ocenia się, że gdyby wezwała najpierw pogotowie, Rockefeller miałby szanse przeżycia.

### Kolekcjoner sztuki
Rockefeller był też kolekcjonerem sztuki. W swej rezydencji Kykuit zgromadził duże zbiory sztuki nowoczesnej, których kolekcjonowanie zapoczątkowała jego matka Abigail (Abby) Aldrich Rockefeller- współzałożycielka MoMA.

### Książki
Rockefeller jest autorem książek The Future of Federalism (1968), Unity, Freedom and Peace (1968) i Our Environment Can Be Saved (1970).